# Colibrí esquitxat
El colibrí esquitxat (Adelomyia melanogenys) és una espècie d'ocell de la subfamília dels lesbins (Lesbiinae) dins la família dels troquílids (Trochilidae) i única espècie del gènere Adelomyia (Bonaparte, 1854). Habita la selva humida i boscos a la llarga de les muntanyes d'Amèrica del Sud, des de Colòmbia i oest i nord de Veneçuela, cap al sud, a través de l'Equador, el Perú i Bolívia fins al nord-oest de l'Argentina.